# Esat Ibro
Esat Ibro (ur. 12 września 1944 w Korczy) – albański reżyser i producent filmowy. 

## Życiorys
W 1970 ukończył studia na wydziale dramatu Instytutu Sztuk w Tiranie. Po studiach pracował jako asystent reżysera w Studiu Filmowym Nowa Albania. W 1974 ukończył studia podyplomowe z zakresu reżyserii i rozpoczął samodzielną realizację filmów dokumentalnych. Był asystentem reżysera Viktora Gjiki w czasie realizacji filmu Gjeneral Gramafoni. Pierwszym filmem w jego dorobku był zrealizowany w 1975 obraz Vellezerit gjimnaste. Pierwszym filmem fabularnym w jego dorobku był nakręcony wraz z Esatem Musliu w 1977 obraz Zemra, që nuk plaken. Zrealizował łącznie 50 filmów dokumentalnych i 6 filmów fabularnych. Był także współscenarzystą filmu Dasem e çuditëshme. W 1997 założył studio filmowe IBRO, realizujące filmy dokumentalne.

## Filmy fabularne
- 1977: Zemra, që nuk plaken (wspólnie z Esatem Musliu)
- 1985: Asgje nuk harrohet
- 1986: Dasem e çuditëshme
- 1987: Një vit i gjatë
- 1990: Kronikë e një nate

## Filmy dokumentalne
- 1975: Vellezerit gjimnaste (Bracia gimnastycy)
- 1979: Ka burojne melodite (Gdzie rodzą się melodie)
- 1981: Volejbalistet e Divjakës (Siatkarze z Divjaki)
- 1982: Rruga e barikadave (Droga barykad)
- 1983: Ne Permetin e 24 Majit (24 maja w Permecie)
- 1986: Lapidari (Lapidarium)
- 2004: Jeta e Driteroit ne nje dokumentar (Życie Dritero w jednym dokumencie)